# Sant'Angelo del Pesco
Sant'Angelo del Pesco är en ort och kommun i provinsen Isernia i regionen Molise i Italien. Kommunen hade 359 invånare (2018).